# 요한나 히들러
요한나 푈츨(독일어: Johanna Pölzl, 이전성 히들러(Hiedler), 1830년 1월 19일 ~ 1906년 2월 8일)는 클라라 히틀러의 어머니이자 아돌프 히틀러의 외할머니이다.

## 생애
요한나는 오스트리아 하부의 발드비어르텔에 있는 스피탈 마을(위트라의 일부)에서 태어나 평생 동안 살았다. 1848년 9월 5일, 요한나는 요한 바티스트 푈츨과 결혼했고, 그는 요한 푈츨과 율리아나 푈츨의 아들이었다. 이들 부부는 11명의 아이를 낳았는데, 이들 중 오직 2명의 아들과 3명의 딸만이 장성했다. 부부의 일곱 번째 아이, 그리고 셋째 딸인 클라라는 1860년 8월 12일 스피탈의 농장에서 태어났다. 아돌프의 사촌이라는 이유만으로 굴라크에서 또 다른 딸이 고문당해 숨졌다는 주장이 제기됐다.
1888년 9월 17일, 아버지인 요한 네포무크 히들러가 사망하였다. 그녀의 딸 클라라는 사촌 동생인 알로이스 히틀러와 결혼하였다. 알로이스는 1842년 5월 10일 요한나의 백부인 요한 게오르크 히들러와 결혼했던 마리아 쉬클그루버의 사생아였다. 알로이스는 요한 게오르크 히들러가 자신의 의붓아버지가 친아버지라고 주장하였고, 1876년에 공식적으로 요한 게오르크의 친자로 인정되었다. 비록 알로이스의 진짜 부친에 대한 주장은 역사가들 사이에서 많은 논쟁의 주제가 되어왔다..
클라라와 알로이스는 6명의 아이들을 낳았다. 이 중 네 번째는 1889년 4월 20일에 태어난 아돌프 히틀러였다. 4명의 아이들은 모두 어려서 죽고 아돌프와 파울라만이 장성하였으며, 클라라의 남편인 알로이스 역시 두 번째 결혼(프란체스카 마첼베르거) 때부터 알로이스 히틀러 주니어와 앙겔라라는 두 아이를 낳았다.

### 참고 문헌
- Marc Vermeeren. "De jeugd van Adolf Hitler 1889-1907 en zijn familie en voorouders". Soesterberg, 2007, 420 blz. Uitgeverij Aspekt. ISBN 90-5911-606-2.